# Чо Інхі
У цьому корейському імені прізвище (Чо) стоїть перед особовим ім'ям.
Чо Інхі (кор. 조인희, 趙仁嬉, Jo In-hui, Jo In-hee, 25 лютого 1989) — корейська біатлоністка, учасниця чемпіонатів світу з біатлону та кубка світу.

## Кар'єра в Кубку світу
- Дебют в кубку світу — 13 грудня 2006 року в індивідуальній гонці в Гохфільцині — 98 місце.

Чо Інхі бере участь в етапах кубка світу останні 5 років. Поки що її найкращим особистим результатом є 62 місце, яке вона здобула  в індивідуальній гонці у шведському Естерсунді на етапі кубка світу в сезоні 2010-2011.

## Виступи на чемпіонатах світу
| Рік  | Міце проведення | Інд | Спр | Пр | МС | Ест | ЗМ |
| 2008 | Естерсунд       |     | 89  |    |    |     | 19 |
| 2009 | Пхьончхан       | 67  | 96  |    |    | 17  | 19 |
| 2011 | Ханти-Мансійськ | DNF |     |    |    | 19  |    |

## Статистика стрільби
| № п/п | Сезон     | Загальна        | Індивідуальна гонка | Спринт        | Гонка переслідування | Мас-старт  | Естафета      |
| ----- | --------- | --------------- | ------------------- | ------------- | -------------------- | ---------- | ------------- |
| 1     | 2006-2007 | 75,6% (34/45)   | 80,0% (16/20)       | 80,0% (8/10)  | 0,0% (0/0)           | 0,0%(0/0)  | 66,7% (10/15) |
| 2     | 2007-2008 | 75,0% (30/40)   | 70,0% (14/20)       | 80,0% (16/20) | 0,0% (0/0)           | 0,0% (0/0) | 0,0% (0/0)    |
| 3     | 2008-2009 | 71,9% (156/217) | 73,8% (59/80)       | 72,9% (51/70) | 0,0% (0/0)           | 0,0% (0/0) | 68,7% (46/67) |
| 4     | 2009-2010 | 77,4% (103/133) | 71,7% (43/60)       | 80,0% (40/50) | 0,0% (0/0)           | 0,0% (0/0) | 87,0% (20/23) |
| 5     | 2010-2011 | 76,6% (118/154) | 85,0% (51/60)       | 78,0% (39/50) | 0,0% (0/0)           | 0,0% (0/0) | 63,6% (28/44) |

## Виноски
1. ↑  В дужках наведена кількість влучних пострілів та загальна кількість пострілів. В статистиці стрільби рахуються постріли, які здійснив біатлоніст на етапах кубка світу та чемпіонаті світу